# Gibraltar na Mistrzostwach Europy w Lekkoatletyce 2016
Gibraltar na Mistrzostwach Europy w Lekkoatletyce 2016 – reprezentacja Gibraltaru podczas Mistrzostw Europy w Amsterdamie liczyła 2 zawodników (1 mężczyznę i 1 kobietę).

## Występy reprezentantów Gibraltaru

### Mężczyźni

#### Konkurencje biegowe
| Zawodnik     | Konkurencja    | Eliminacje | Eliminacje | Półfinał | Półfinał | Finał    | Finał   |
| Zawodnik     | Konkurencja    | Rezultat   | Pozycja    | Rezultat | Pozycja  | Rezultat | Pozycja |
| ------------ | -------------- | ---------- | ---------- | -------- | -------- | -------- | ------- |
| Harvey Dixon | Bieg na 1500 m | 3:51.82    | 35..       | —        | —        | NQ       | NQ      |

### Kobiety

#### Konkurencje biegowe
| Zawodniczka | Konkurencja   | Eliminacje | Eliminacje | Półfinał | Półfinał | Finał    | Finał |
| Zawodniczka | Konkurencja   | Rezultat   | Poz.       | Rezultat | Poz.     | Rezultat | Poz.  |
| ----------- | ------------- | ---------- | ---------- | -------- | -------- | -------- | ----- |
| Zyanne Hook | Bieg na 200 m | 26.78      | 28.        | NQ       | NQ       | NQ       | NQ    |